# Le Monde selon Garp
Pour le film, voir Le Monde selon Garp (film).
Le Monde selon Garp (titre original : The World According to Garp) est un roman de l'écrivain américain John Irving, publié en 1978 et qui a remporté le National Book Awards.
Ce roman raconte la vie de l'écrivain T. S. Garp. Conformément à l'opinion de Garp, selon laquelle un roman est terminé lorsque la vie des personnages est terminée, le roman commence avant la conception de Garp et se termine après la mort de celui-ci, et après avoir fait le tour des destins de ses proches.

## Résumé
La mère du héros, Jenny Fields, qui deviendra écrivain en même temps que son fils, est infirmière dans un hôpital où, temps de guerre oblige, beaucoup de militaires blessés sont soignés, à Boston en 1942. 
Comme elle souhaite avoir un enfant sans s'encombrer d'un homme, elle profite de l'érection d'un de ses patients réduit à l'état de légume et lui impose un rapport sexuel non consenti. Il s'agit d'un aviateur mitrailleur dans un équipage de bombardier blessé à la tête en opération par un canon de DCA. Son fils ne portera d'autre nom que le peu qui est connu du blessé : T. S. Garp pour Technical Sergeant (sergent-technicien) Garp, le prénom se réduisant aux seules initiales, particularité que Garp doit expliquer toutes les fois qu'on vérifie son identité.
Dans la traduction française, le nom est S. T. Garp. Le « prénom » de Garp est probablement en rapport avec les qualités de l'écrivain, qui doit réunir la discipline modeste qu'on attend d'un sous-officier et la compétence technique.
Jenny devient infirmière à plein temps au collège de Steering, choquant sa famille aisée à la fois par son choix de travailler et par la naissance de son enfant hors mariage. Elle élève Garp seule, conformément à ses plans.
Malgré les efforts de sa mère pour lui offrir une éducation « parfaite », Garp est un élève moyen qui découvre la lutte, les filles, les premières expériences sexuelles et se laisse plutôt porter par le courant. Il décide ainsi de se consacrer à l'écriture afin de séduire Helen, fille de son entraîneur de lutte, qui est une grande lectrice.
Jenny deviendra célèbre grâce à son récit Sexuellement suspecte, qui commence par ces mots : « Dans ce monde à l'esprit pourri, une femme ne saurait être que l'épouse ou la putain d'un homme — du moins ne tarde-t-elle pas à devenir l'une ou l'autre. ». L’ouvrage de Jenny a un impact retentissant, qui l'entraîne malgré elle dans le mouvement féministe et elle devient l’ambassadrice des femmes affaiblies par la vie et ayant un combat à mener.
Garp, lui, ne connaîtra guère cette célébrité qu'à la fin de sa courte vie, et sa principale occupation sera de tenter de protéger ses enfants contre le monde extérieur. « Si Garp avait eu le droit de formuler un seul souhait, un souhait immense et naïf, il aurait souhaité pouvoir transformer le monde en un lieu sûr. » Mais tous les efforts de Garp pour éviter des accidents à ses enfants ne conduisent qu'à précipiter les évènements qu'il redoute.
Un autre thème important du roman est la création littéraire, à travers les œuvres successives de Garp dont des fragments sont enchâssés dans le récit, hormis la première, une nouvelle retranscrite en intégralité. Il s'agit de :
- La Pension Grillparzer, considérée comme son œuvre la plus réussie, histoire d'une étrange pension autrichienne, où circulent des saltimbanques et un ours à monocycle, qui annonce le roman L'Hôtel New Hampshire.
- Procrastination : un jeune homme vivant dans une Vienne d'après guerre, roman salué par la critique pour ses efforts de documentation. On trouve de nombreuses ressemblances entre cette histoire et le premier roman de John Irving : Liberté pour les ours !.
- Vigilance : un amateur de jogging s'en prend aux chauffards qui risquent de renverser ses enfants.
- Le Monde selon Bensenhaver : une histoire assez crue où une jeune femme qui a réussi à tuer son agresseur pendant un viol est traitée avec bienveillance par le vieux policier Arden Bensenhaver, qui néglige délibérément de relever des indices pouvant faire douter (à tort) de la légitime défense, et joue un rôle dramatique quelques années plus tard, dans la vie du personnage principal. Cette dernière histoire est le début du roman qui fait le succès de Garp.
- Les illusions de mon père : Roman inachevé qui ne sera publié qu'à la mort d'Helen.

## Éditions
Édition imprimée originale en anglais
- (en) John Irving, The World According to Garp : a novel, New York, E. P. Dutton, avril 1978, 437 p., 25 cm (ISBN 0-525-23770-4, LCCN 77015564)

Éditions imprimées en français
- John Irving (trad. de l'anglais par Maurice Rambaud), Le Monde selon Garp : roman [« The World According to Garp »], Paris, éd. du Seuil, 1980, 582 p., 22 cm (ISBN 2-02-005460-4, BNF 34631335)
- John Irving (trad. de l'anglais par Maurice Rambaud), Le Monde selon Garp [« The World According to Garp »], Paris, éd. du Seuil, coll. « Points » (no 44), 1980, 594 p., 18 cm (ISBN 2-02-005886-3, BNF 34690124)

Livre audio en français
- John Irving (trad. Maurice Rambaud), Le Monde selon Garp [« The World According to Garp »], Paris, éd. Thélème, 28 novembre 2013 (ISBN 978-2-87862-756-5)Narrateur : Bertrand Suarez-Pazos ; support : 2 disques compacts audio MP3 ; durée : 24 h 53 min environ.

## Adaptation cinématographique
George Roy Hill a réalisé un film homonyme tiré de ce roman en 1982. Robin Williams y tient le rôle de Garp, Glenn Close celui de Jenny Fields.